# Greifswald
Greifswald är en stad i den tyska delstaten Mecklenburg-Vorpommern, belägen vid Östersjökusten. Greifswald var som del av Svenska Pommern i svensk ägo från den Westfaliska freden 1648 till 1815, då området avträddes till Preussen för en större summa pengar. Greifswald har omkring 60 000 invånare och är universitetsstad sedan 1456, då Greifswalds universitet grundades. Staden ligger ca 250 kilometer norr om Berlin och 250 km öster om Hamburg.

## Geografiskt läge
Greifswald ligger mellan öarna Rügen och Usedom vid ån Rycks mynning i Dänische Wiek, en vik i den grunda bukten Greifswalder Bodden. 
Området kring Greifswald är flackt, där terrängen endast på få ställen reser sig mer än 20 meter över havet. De högsta kullarna ligger söder om staden; den högsta är den i naturreservatet Eldena belägna Ebertberg, med en höjd av 29,5 meter över havet. Norr om ån Ryck är terrängen bitvis sank, varför större delen av staden ligger söder om Ryck.

## Historia

### Fram till 1815
Greifswald började anläggas som kolonisation vid saltkälleområdet vid Ryck från cistencienserklostret Eldena 1241, och erhöll stadsrättigheter 1250. Staden anslöt sig 1278 till privilegierna för de tyska städer som senare skulle bilda Hansan. 1451 kodifierades dess fria författning av borgmästaren Rubenow. På hans initiativ grundades stadens universitet år 1456. 1631 erövrades Greifswald av svenskarna. Staden ingick som en del i Svenska Pommern under åren 1648–1815. Under den svenska tiden var staden flera gånger utsatt för belägringar och erövringar, 1659, 1678-79, 1711-20 och 1807. Universitetets nuvarande huvudbyggnad tillkom under svensktiden på 1740-talet, då för övrigt många svenskar studerade här. I universitetsaulan som andas senbarock hänger en stor bild på Gustav III. Svenska studenter som Lasse Lucidor och lärare som Thomas Thorild (verksam 1795-1808) trivdes i Greifswald under svensktiden. Andra kända lärare under denna tid var Ernst Moritz Arndt.
Förutom universitet fanns här under svensktiden säte för hovrätten och generalsuperintendenten, tre sockenkyrkor och en trivialskola
Konstnären Caspar David Friedrich föddes 1774 i Greifswald.

### 1815 till idag
När området blev preussiskt växte staden och universitetet starkt. Bland andra tog rikskanslern Bernhard von Bülow juristexamen i Greifswald.
Åren 1941–1945 var Åke Ohlmarks lärare vid universitetet. Han lämnade sin post för att återvända till Sverige ett par veckor innan Sovjetunionens armé intog staden under andra världskriget. Han återvände inte efter krigsslutet, eftersom han var emot det då införda kommunistiska styret.
Röda armén intog staden utan förstörelse, eftersom kommendanten överste Rudolf Petershagen kapitulerade. Greifswald kom att ligga i den sovjetiska ockupationszonen, som sedan blev Östtyskland. Staden hade klarat kriget oskadd, men förföll alltmer: många äldre byggnader blev obeboeliga, och en hel del revs.
Efter Tysklands återförening har stora insatser gjorts för att renovera och återuppbygga staden. Under 1990-talet tredubblades universitetets studentantal. Däremot har några tusen invånare flyttat eftersom arbetslösheten i östra Tyskland varit högre än i de västra delarna av förbundsrepubliken. Idag har Greifswald ett av Tysklands lägsta åldersgenomsnitt. En förening för svenskar har bildats och den största festivalen för Nordisk kultur, utanför de nordiska länderna, (Nordischer Klang) arrangeras i Greifswald varje år.
20 km från Greifswald ligger Lubmin, platsen för det nu avvecklade och delvis övergivna Greifswalds kärnkraftverk, som levererade ca 10% av den el som förbrukades i DDR och höll mer än 10 000 av Greifswalds invånare sysselsatta.

## Historiska minnesmärken
I Greifswald finns bland annat följande historiska minnesmärken.
- Marknadsplatsen med rådhuset, vars rådhuskällare har förtäringsmöjligheter. De äldsta byggnaderna runt torget är från sista hälften av 1300-talet eller första halvan av 1400-talet.
- Stadsmuren, delar finns kvar med bland annat befästningsanläggningar från svensktiden.
- Katedralen Sankt Nikolai, en av de intressantaste tegelkyrkorna i Mecklenburg-Vorpommern och domkyrka för pommerska evangeliska kyrkan. Byggd under 1300-talet, och utvidgad under 1400-talet. I det nästan 100 meter höga västliga tornet kan man klättra till en 60 meter hög utsiktspunkt.
- Sankt Marien kyrkan, byggd under 1300-talet. En koloss i rött tegel med ett mäktigt inre med imponerande valv. Predikstolen är från 1587.
- Sankt Jacobikyrkan, byggd under senmedeltiden.
- Stadsmuseet, inrymt i resterna av ett gammalt franciskanerkonvent. Här finns tavlor – målningar, akvareller och teckningar – av stadens berömde son Caspar David Friedrich, en av romantikens stora konstnärer. Hans bilder från norra Tyskland är klassiska.
- Klosterruinen Eldena, belägen några kilometer öster om stadskärnan, grundades 1199 av cisterciensermunkar, som därmed lade grunden för den framtida staden Greifswald. Klostret lades ned vid reformationen 1535. Byggnaderna härjades 1637 av svenska trupper och förföll sedan.

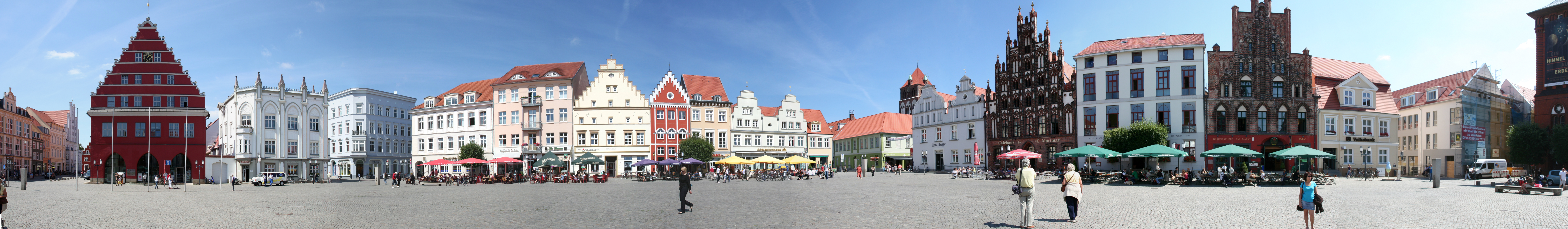
Greifswalds marknadsplats.

## Kulturliv
Varje år hålls musikfestivalerna Nordischer Klang och Greifswalder Bachwoche.

## Befolkningsutveckling
Befolkningsutveckling i Greifswald
Källa:,,,, 

## Kända  personer från Greifswald
- Sibylle Schwartz, poet
- Caspar David Friedrich, konstnär
- Susanne Wiest, basinkomstaktivist
- Toni Kroos, fotbollsspelare

## Bilder

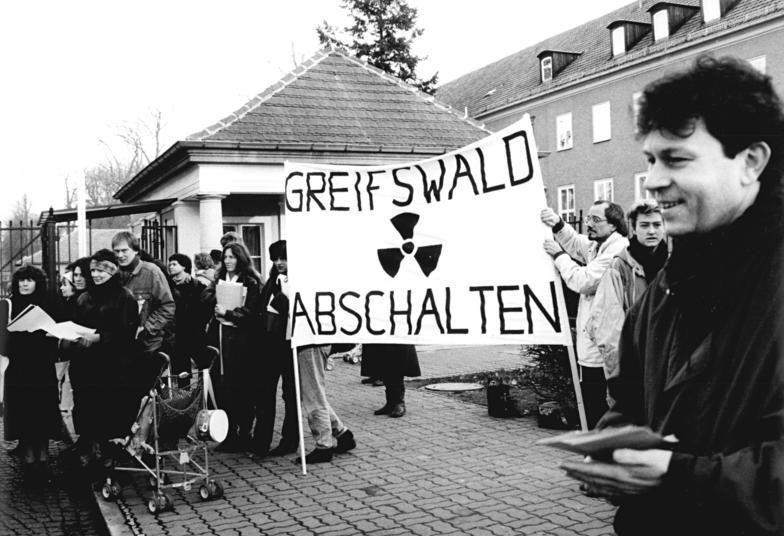
Bild från demonstration i Berlin 1990, före stängningen av Greifswaldverket.
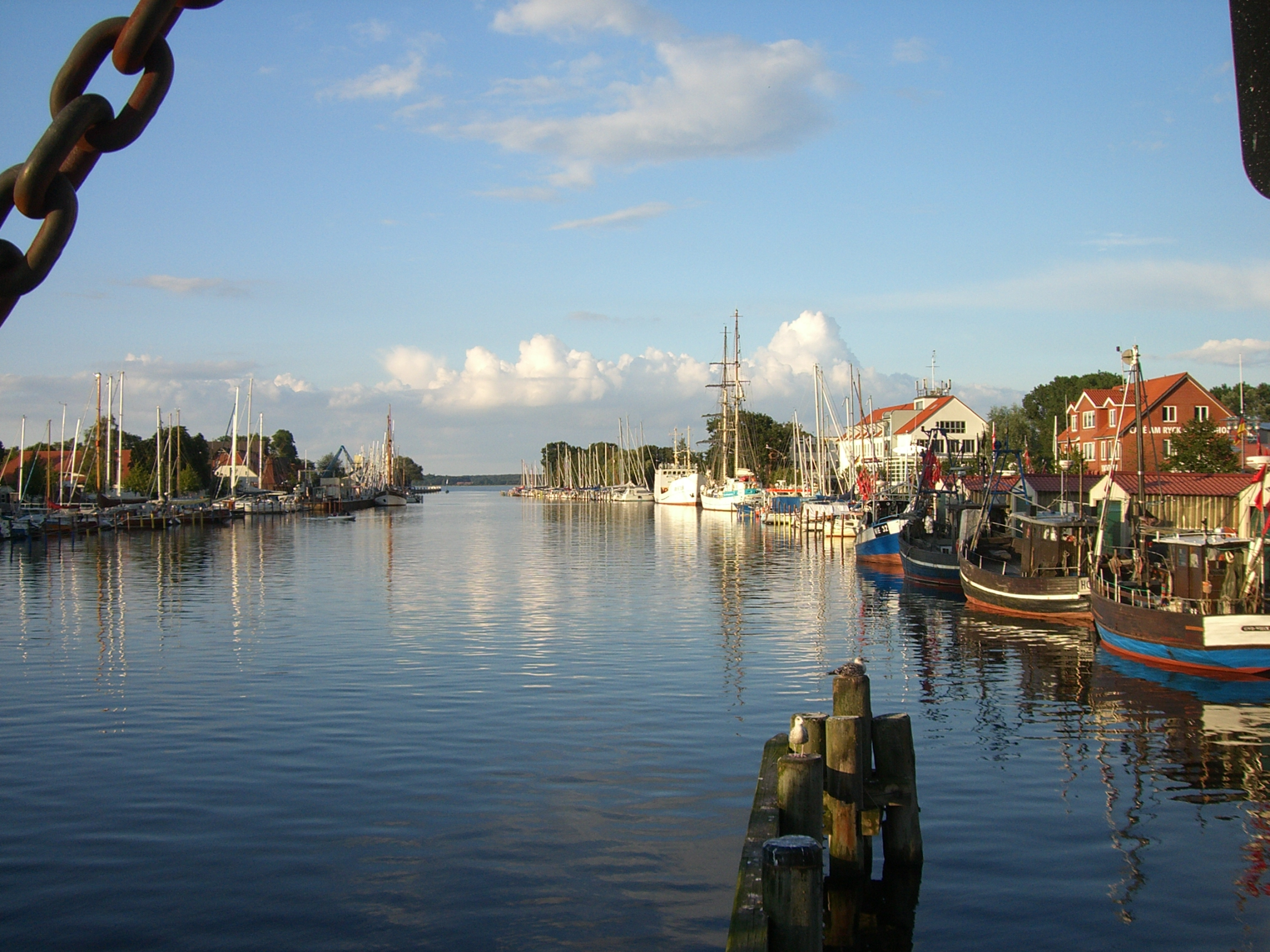
Ån Ryck
"Wiesen bei Greifswald", Caspar David Friedrich, 1820.
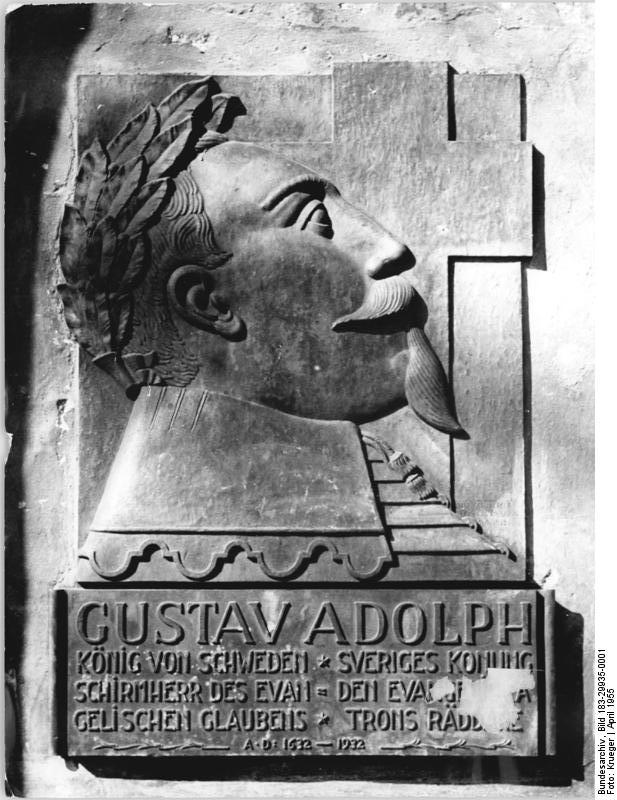
Minnestavla över den svenske kungen Gustav II Adolf i S:t Nikolai-katedralen.
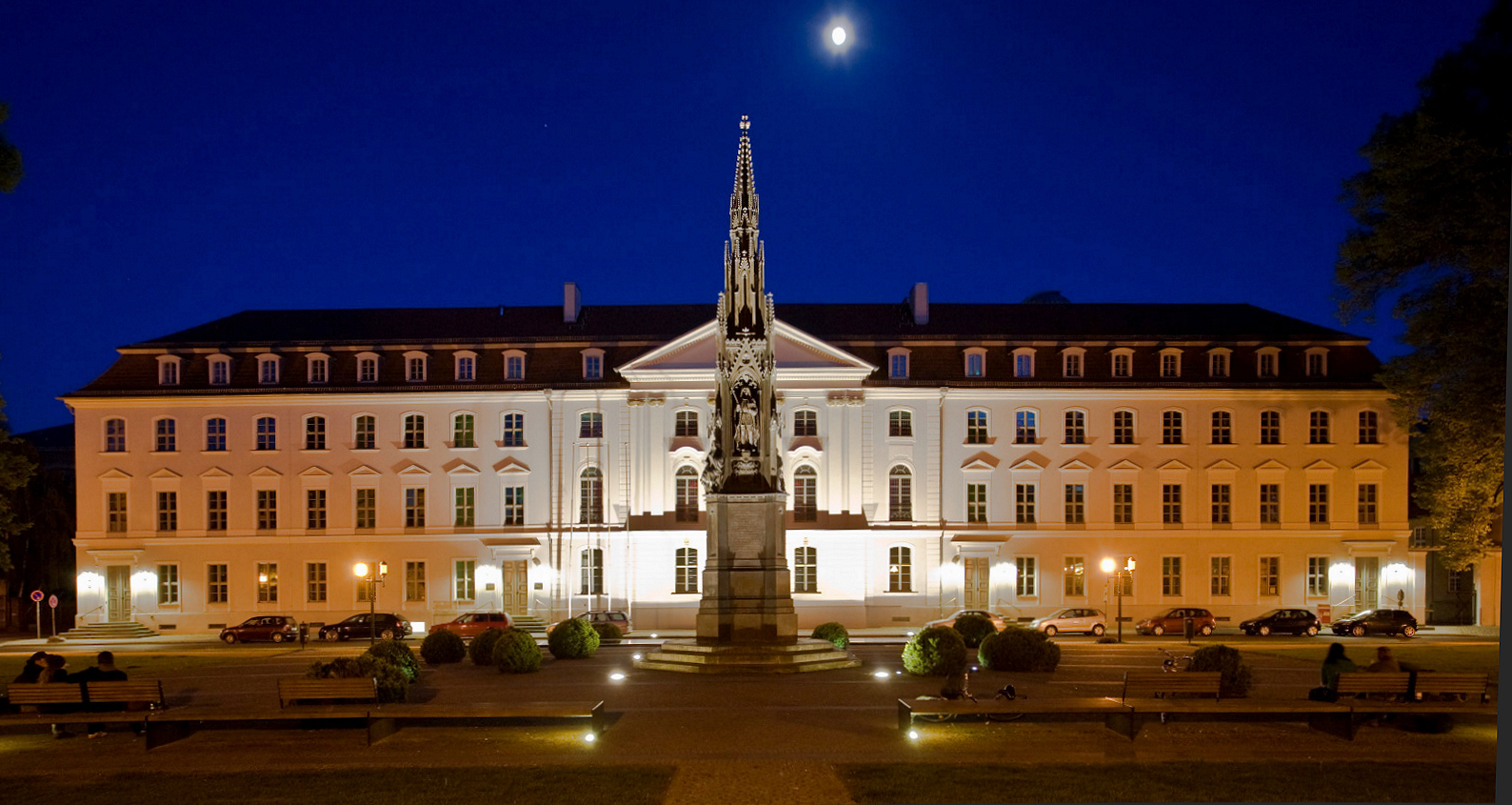
Greifswalds universitet grundades 1456.